# Nilo Dossopatre
Nilo Dossopatre (in greco antico: Νεῖλος ὁ Δοξοπάτρης?; XII secolo – XII secolo) è stato un monaco e scrittore di lingua greca antica attivo in Sicilia verso la metà del XII secolo.

## Biografia
Ha lo stesso cognome di Giovanni Dossopatre, professore di retorica che insegnava a Costantinopoli nell'XI secolo. Da quello che scrive nel prologo del suo libro sui patriarchi, era nel 1142 / 1143 a Palermo alla corte del re Ruggero II di Sicilia, su richiesta del quale aveva eseguito quel lavoro. Si nota inoltre la sua firma su un atto del 1146 nella Chiesa della Martorana della stessa città. Il resto è nel regno della congettura. Forse è da identificare con "Nicolas Dossopatre", persona importante riferita attiva a Costantinopoli nello stesso periodo: diacono di Santa Sofia, notaio patriarcale "πρωτοπρόεδρος τῶν πρωτοσυγκέλλων", "νομοφύλαξ" (vale a dire, responsabile della Facoltà di Giurisprudenza): proveniente da una famiglia greco-sicula, in primo luogo ha fatto una carriera a Costantinopoli e sarebbe diventato un monaco con il nome di "Nilo" (un nome, con la stessa iniziale, secondo un'usanza bizantina) e sarebbe tornato poi in Sicilia. Questo scenario rifletterebbe il carattere molto ben informato delle sue opere.

## Opere
Sono pervenute due sue opere:
- un Trattato sui cinque patriarcati (Σύγγραμμα... περὶ τῶν πέντε πατριαρχικῶν θρόνων καὶ τῶν ὑπ'αὐτοὺς ἀρχιεπισκόπων καὶ μητροπόλεων κτλ., o Τάξις τῶν πατριαρχικῶν θρόνων), opera di geografia e storia ecclesiastica commissionatagli dal re Ruggero II, dove sviluppò le posizioni bizantine, molto lontane da quelle del papato, sull'organizzazione della Chiesa universale; lavoro molto controverso in Occidente, quindi, del quale esistono solo due manoscritti precedenti al 1453, ma che fu tradotto in Armenia nel 1179 / 80. Questo testo venne stampato per la prima volta da Stefano il Monaco, nel suo libro  Varia Sacra, seu Sylloge variorum opusculorum Graecorum ad rem ecclesiasticam spectantium  (Leida, 1685, 2 voll.).
- Un trattato intitolato Inchiesta rilevante nell'economia divina verso l'uomo (Περὶ τῆς ἐξ ἀρχῆς καὶ μέχρι τέλους οἰκονομίας τοῦ Θεοῦ εἰς τὸν ἄνθρωπον ἱστορία ἐπωφελής, καὶ περὶ τῆς χριστιανικῆς πολιτείας ὅπως συνέστη, καὶ κατὰ πάντων τῶν αἱρετικῶν), vasta opera teologica apparentemente progettata in cinque volumi, di cui solo i primi due sono sopravvissuti (senza sapere se gli altri tre sono stati scritti), alcuni già imponenti (326 e 377 fogli in due manoscritti che trasmettono il testo integrale dei due volumi); il primo volume, in 263 capitoli, sulla creazione dell'uomo, il paradiso e la caduta, e il secondo in 203 capitoli su Cristo, il secondo Adamo, che ha i diritti sbagliati dal primo e salva l'uomo attraverso la sua Incarnazione e la Passione; i volumi III-V probabilmente prevedevano il seguito della storia degli apostoli e della Chiesa (secondo il titolo); Il primo volume, è particolarmente ispirato a Sulla creazione dell'uomo di Gregorio di Nissa e Sulla natura dell'uomo di Nemesio, il secondo dei commenti evangelici di Teofilatto di Ocrida.

Il testo di De Œconomia Dei è stato trasmesso in sei copie, di cui alcune sono parziali, con una sezione «italo-greca» (Matrit. gr. 4591 et Vat. gr. 1426, tutti e due del XVI secolo e concernenti i due libri, Vat. gr. 696, del XII secolo con solo il I volume, e Vat. gr. 1945, copia del XVII secolo del precedente) e una di «Costantinopoli» (Paris. gr. 1277 fol. 83-196, del XIII secolo, con il I volume e i 39 primi capitoli del volume II, manoscritto acquistato a Costantinopoli nel 1687, e Vat. gr. 1768, del XVI secolo.

## Edizioni
- Patrologia Graeca 132, col. 1083-1114 (Trattato sui cinque patriarcati) e col. 1292-1296 (primo capitolo e ultimo paragrafo del primo libro del De Œconomia Dei, dall'edizione di Angelo Mai).
- Franz Nikolaus Finck (éd.), Des Nilos Doxopatres Τάξις τῶν πατριαρχικῶν θρόνων, Vagharshapat (Echmiadzin), Mayr Athorho, 1902 [testo greco e traduzione armena antica].